# SV Flörsheim
Der SV 09 Flörsheim ist ein 1909 gegründeter Sportverein aus Flörsheim am Main im hessischen Main-Taunus-Kreis. Derzeit spielt die Frauenfußballmannschaft in der Kreisoberliga Wiesbaden Gruppe 2, die Männerfußballmannschaft spielt zudem derzeit in der Kreisliga B Main-Taunus. Neben Fußball bietet der Verein auch noch unter anderem Kickboxen an.

## Geschichte der Fußballabteilung
Schon seit der Vereinsgründung 1909 existiert neben damals noch einer Leichtathletik-Abteilung auch eine Fußballmannschaft. Nach dem Ersten Weltkrieg trat man 1919 dem Süddeutschen Fußballverband, also dem deutschen Fußballverband bei. 1928 stieg man dann sogar in die damals höchste Liga. Nach dem Zweiten Weltkrieg wurde der Spielbetrieb aufgrund von Verstößen gegen Auflagen zwischenzeitlich pausiert. Im Jahr 1949 konnte dann erstmals ein eigener Sportplatz errichtet werden.

### Frauen
Die Frauenmannschaft konnte insgesamt zweimal am DFB-Pokal teilnehmen. Dies gelang erstmals in der Saison 1985/86, unterlag dort aber schon in der ersten Runde dem SC Klinge Seckach. Für die Saison 1992/93 konnte sich dann aber erneut qualifiziert werden, nach einem Freilos in der ersten Runde und einem Sieg gegen den FV Faurndau in der zweiten, scheiterte man im Achtelfinale am KBC Duisburg. In der Aufstiegsrunde zur Frauen-Bundesliga in der Saison 1992/93 befand man sich in der Gruppe Süd 1, erreicht dort aber nur nach dem SC 07 Bad Neuenahr den zweiten Platz, was nicht für den Aufstieg reichte.
Nach einem Abstieg nach der Saison aus der Landesliga-Süd in der Saison 2003/04, konnte man in der nächsten Saison mit großen Punktevorsprung direkt wieder aus der Bezirksoberliga aufsteigen, jetzt in die nun Landesliga Gruppe Süd genannte Liga. In der Saison 2007/08 stieg man erneut mit großem Punktevorsprung, aus der nun befindlichen Bezirksliga, in die Gruppenliga auf. In der Saison 2009/10 wurde diese Liga zur Verbandsliga Gruppe Süd, zugleich stieg man als vorletzter auch wieder aus dieser Liga in die neue Gruppenliga ab. Aus der Gruppenliga Wiesbaden wurde zur Saison 2019/20 die Kreisoberliga Wiesbaden, dort spielt man derzeit in der Gruppe 2.

### Männer
Obwohl die Männermannschaft schon seit der Vereinsgründung existiert, reichte es hier an nennenswerten Erfolgen bislang nur für die einmalige Teilnahme am Tschammerpokal 1936. Dort unterlag man aber schon in der 1. Schlussrunde dem SV Waldhof Mannheim. Von 1934 bis 1941 spielte der Verein in der damals zweitklassigen Fußball-Bezirksklasse Rheinhessen.
Spielte man in der Saison 2003/04 noch in der Kreisliga A, schaffte man nach der Saison 2004/05 den Aufstieg in die Bezirksliga Gruppe Main-Taunus. Stieg dann aber am Ende der Saison 2007/08 als vorletzter wieder ab. Danach folgte Saison für Saison ein schlechterer Tabellenplatz. In der Saison 2012/13 konnte man sich dann als Vorletzter in einem Entscheidungsspiel nicht retten und stieg in die Kreisliga B ab. Eine Saison später folgte dann der erneute Abstieg als Tabellenletzter in die Kreisliga C. In der Saison 2014/15 konnte man diese aber schon wieder als Vizemeister verlassen. In der Saison 2017/18 scheiterte man zuletzt in einem Entscheidungsspiel als drittplatzierter an einem erneuten Aufstieg in die Kreisliga A. 2022 gelang der Aufstieg in die 1. Landesliga Hessen.